# Konkatenacja
Konkatenacja (łac. concatenatio) – łączenie ze sobą wyrażeń.

## Konkatenacja w literaturze
Łańcuchowe sprzęganie wersów (albo strof itp.), wiązanie poprzedniego z następnym, poprzez powtórzenie jakiegoś wyrazu albo zespołu wyrazów, np.
Zabawiał często pod Ciemnym Cyprysem
Pod Ciemnym Cyprysem, gdzie czuł się Farysem
Gdzie czuł się Farysem,...

## Konkatenacja w językach programowania
W programowaniu oznacza łączenie dwóch wyrażeń (np. tekstowych) w jedno (ustawienie jednego za drugim).
Operatory konkatenacji ciągów w niektórych językach programowania:
- + (plus) – C++, C#, Java, JavaScript, Ruby, Pascal, Python, Delphi, GML;
- ~ (tylda) – D, Perl 6, Twig;
- & (ampersand) – rodzina Basic (ze względu na możliwość przekonwertowania zapisu 1 + „1” na 1 + 1 jako liczba), Icon, Ada, MetaPost;
- . (kropka) – Perl, PHP;
- .. (dwie kropki) – Lua;
- , (przecinek) – Smalltalk;
- ^ (daszek) – SML, Ocaml;
- || (dwie pionowe kreski) – PL/SQL;
- (spacja) – Snobol;
- // (dwa znaki slash) – Fortran;
- && (dwa znaki ampersand) lub operacja CONCATENATE – ABAP.

## Konkatenacja w teorii języków formalnych
W językach formalnych do oznaczania konkatenacji używa się kropki, ale często jest ona pomijana. Konkatenacji używa się w dwóch kontekstach:
- dla słów, z oczywistą definicją,
- dla języków, z następującą definicją: {\displaystyle L_{1}L_{2}=\{uv:u\in L_{1}\wedge v\in L_{2}\}.}

## Konkatenacja w matematyce
W matematyce, a szczególnie w teorii mnogości i kombinatoryce rozważa się konkatenację ciągów. Jeśli {\displaystyle u=\langle u_{0},\dots ,u_{n-1}\rangle } oraz {\displaystyle v=\langle v_{0},\dots ,v_{m-1}\rangle } są ciągami długości odpowiednio {\displaystyle n,m,} to ich konkatenacja {\displaystyle u^{\frown }\!v} jest ciągiem długości {\displaystyle n+m} danym przez
{\displaystyle u^{\frown }\!v=\langle u_{0},\dots ,u_{n-1},v_{0},\dots ,v_{m-1}\rangle .}
Czasami powyższa definicja jest w naturalny sposób rozszerzana na ciągi długości pozaskończonej (tzn. indeksowane liczbami porządkowymi).